# Буторин, Андрей Русланович
Андрей Русланович Буторин (род. 6 апреля 1962, Мончегорск, Мурманская область) — русский писатель-фантаст.

## Биография

### Рождение, образование и профессиональная деятельность
Андрей Русланович Буторин родился 6 апреля 1962 года в городе Мончегорске Мурманской области, где живёт и сейчас. После окончания средней школы в 1979 году поступил в Ленинградский институт авиационного приборостроения (ныне — ГУАП), который закончил в 1985 году по квалификации «инженер-электромеханик».
После окончания вуза Буторин работал на Смоленском заводе «Измеритель». С 1987 года был сотрудником мончегорского комбината «Североникель», занимал должность инженера-электроника в Цехе электролиза никеля № 2 (работал на ЭВМ семейства СМ-2), с начала 1990-х годов — должность инженера-программиста ПК. C 1997 года Буторин — сотрудник коммерческого банка «Мончебанк» (г. Мончегорск), ставшего с 2000 года мончегорским филиалом ОАО «Мончебанк» (г. Мурманск). В 2003 году Андрей Русланович вернулся в «Североникель», который вошёл в состав ОАО «Кольская горно-металлургическая компания». Буторин работал ведущим специалистом Центра информационных технологий этой организации. Оставался на этом посту и с 1 июля 2008 года, когда подразделение было выведено в отдельную организацию ООО «ИнформКолаСервис». С 1 октября 2013 года, после возврата подразделения в состав Кольской горно-металлургической компании и его переименования в «Центр информационных технологий и автоматизации производства», Андрей Русланович по-прежнему работает ведущим специалистом в нём.

### Раннее творчество
Литературным творчеством Андрей Русланович Буторин стал заниматься ещё в школьном возрасте. Поначалу это были стихи, но к поэзии Буторин не относился серьёзно, считая её всего лишь «гимнастикой для ума». Творения Буторина участвовали в конкурсах в местных и региональных газетах, иногда побеждая в них, благодаря чему автор получал мелкие призы. В 1995 году Андрей Русланович стал победителем конкурса «садюшек», проводимом газетой «Скандалы», за что в качестве приза получил 100 долларов США, а в 2000 году Буторин занял первое место в конкурсе политической частушки «Счас спою!» газеты «Комсомольская правда», выиграв телевизор.
С середины 1980-х годов Андрей Буторин впервые начинает эксперименты с прозой. Он пишет первое, по его мнению, заслуживающее внимание произведение в прозе — короткий фантастический рассказ «Щель Времени», по сюжету которого главный герой пытается найти свою исчезнувшую жену и осознаёт, что время остановилось и в мире не осталось людей кроме него и её знакомой, с которой герой случайно встречается. Буторин не планировал как-либо публиковать свой первый рассказ. Знакомый Буторина, прочитав это произведение, дал Андрею Руслановичу заказ на написание фантастического рассказа на экологическую тему и предложил концепцию сюжета. В результате Андрей Буторин написал свой второй рассказ «Месть Мёртвого Озера». По сюжету рассказа, в загрязнённом промышленными отходами озере появляется рыба-мутант, которая поедает людей.
После написания второго романа последовал длительный перерыв в литературном творчестве Андрея Буторина — примерно десять лет. В конце 1990-х годов Буторин начинает серьёзно заниматься литературным творчеством, однако нигде не публикует свои произведения — их читают лишь родные и близкие. Вскоре Буторин решил представить свои произведения для общего обозрения, чтобы услышать критику, которая, по его мнению, совершенствует писателя. Он опубликовал свои краткие рассказы в Интернете и получил несколько позитивных отзывов. Андрей Русланович продолжил писать.

### Литературная деятельность
В начале 2000-х Буторин впервые отправляет некоторые свои произведения в редакции нескольких журналов, публикующих фантастику. Первым опубликованным стал рассказ «Мать космонавта», который был издан в 2001 году в журнале «Звездная дорога». После этого имели место ещё более полутора десятков журнальных публикаций, в том числе — в зарубежных (Великобритания, США, Канада, Украина, Латвия, Израиль) изданиях.
Первым изданным романом Буторина стала книга «Работа над ошибками (Puzzle)», подготовленная к изданию в донецком «Сталкере» и выпущенная в московском издательстве «АСТ». После этого в различных московских издательствах по мере написания издавались и другие романы Буторина. Писатель принял участие в таких литературных проектах, как «Вселенная Метро 2033» и «S.T.A.L.K.E.R.».
Буторин — участник многочисленных конкурсов («Рваная Грелка», «Русский Эквадор» и т. д.). В 2006 году со своей подборкой фантастических рассказов стал финалистом национальной литературной премии «Заветная мечта» в номинации «Лучшее произведение в жанре научной фантастики или фэнтези».
Андрей Русланович участвовал также на фестивалях фантастики «Серебряная стрела-2008» и «ЕвРосКон-2008». На московском фестивале фантастики «Серебряная стрела» в феврале 2008 года награждён медалью Ордена Серебряной стрелы за победу романа «За краем земли и неба» в номинации «Лучшая любовная линия».
С 2009 года Буторин — член Союза литераторов России.

### Опубликованные рассказы
- «Мать космонавта» — журнал «Звездная дорога» (Красногорск, № 9 — 2001), сборник «Зайцы на Марсе» («Крот», Липецк, 2002);
- «Сенсационное интервью» — журнал «Звездная дорога» (№ 2 — 2002);
- «Глава №…» — журналы «Техника-молодежи» (Москва, № 6 — 2002), «Чёрный квадрат» (Великобритания) (№ 7 — 2003);
- «Возвращение себя» — журнал «Уральский Следопыт» (Екатеринбург, № 4 — 2005);
- «Сорок пфустингов» — журнал «Норильский Никель» (Москва, № 5 — 2005);
- «За краем земли» — журнал «Техника-молодежи» (№ 7 — 2005);
- «Голова профессора DDD» — журнал «Норильский Никель» (№ 6 — 2005);
- «Диадема невест» — журнал «Я» (Нью-Йорк, США, № 21 — 2005);
- «Суметь услышать» — журнал «Техника-молодежи» (№ 1 — 2006);
- «Одной подлостью меньше» — журнал «Я» (№ 5 — 2006);
- «Форум» — журнал «Свой круг» (Монреаль, Канада, № 10 — 2006);
- «Йалокин» — журнал «Техника-молодежи» (№ 1 — 2007);
- «Три кита» — журнал «OPEN!» (Москва, № 26 — 2007);
- «Лечебный курс» — журнал «Знание — сила: Фантастика» (Москва, № 2 — 2007);
- «Метаморфозы» (авторское название «Может быть», написан в соавторстве с А. Перфильевой) — журнал «OPEN!» (№ 27 — 2007);
- «Мечта и солнце» (авторское название «Полюбить мечту») — журнал «OPEN!» (№ 28 — 2008);
- «Аберрация» — журнал «Юный техник» (№ 7 — 2008);
- «Коммуналка» — журнал «Техника молодёжи» (№ 8 — 2008);
- «Жёлтый аспид» — журнал «Знание-сила: Фантастика» (№ 4 — 2008);
- «Сдувая пылинки» — журнал «Юный техник» (№ 5, 6 — 2009);
- «Люба» — сборник «Точка встречи» («Снежный ком», Рига, 2009);
- «Диадема невест» — сборник «Фактор города» («Астрель», Санкт-Петербург, 2009);
- «Чудес не бывает» — сборник «Бремя пророка» («Млечный Путь», Иерусалим, 2010);
- «Урочище Огненных духов» — сборник «Когда закончилась нефть» («Астрель-СПб», Санкт-Петербург, 2010);
- «Цифровой подружитель» — журнал «Юный техник» (№ 3 — 2010);
- «Дважды живой» — альманах фантастики «Фантаскоп» № 001 (2010);
- «Гул» («Общая кровь») — журнал «Если» (№ 12 — 2010).

### Изданные повести
- «Ракушка» — сборник «Фантастика. Конкурс „Научная фантастика для детей и подростков“. Осень 2004», издательство «Социально-политическая мысль» (Москва), 2005;
- «Письмо в никуда» («Электронно-почтовый роман») — издательство «Амадеус» (Москва) — литературный журнал, серия «По ту сторону», № 9 (23), 2006;
- «В одну реку трижды…» — издательство «Амадеус» — литературный журнал, серия «По ту сторону», № 18 (32), 2006;
- «Перепутанные души» — издательство «Амадеус» — литературный журнал, серия «По ту сторону», № 24 (38), 2006;
- «Имя для нерожденной» — издательство «Амадеус» — литературный журнал, серия «По ту сторону», № 29 (43), 2006.

### Изданные романы
- «Работа над ошибками (Puzzle)» — «АСТ» (Москва) — «Сталкер» (Донецк), 2004;
- «Наследница престола» — «Издательство Альфа-книга» (Москва), 2005;
- «За краем земли и неба» — «АСТ» — «Сталкер» (Донецк), 2007;
- «Чудес не бывает» — «Мир книги» (Москва), 2007;
- «Метро 2033. Север» — «АСТ: Астрель» (Москва) — серия «Вселенная Метро 2033», 2010;
- «Клин» — «АСТ: Астрель» — серия «S.T.A.L.K.E.R.», 2011;
- «Метро 2033. Осада рая» — «АСТ: Астрель» — серия «Вселенная Метро 2033», 2011;
- «Сильнее боли» — «Фантаверсум» (Москва), 2012;
- «Метро 2033. Дочь небесного духа» — «Астрель» — серия «Вселенная Метро 2033», 2012;
- «Червоточина» — «АСТ», 2013;
- «Метро 2033. Мутант» — «АСТ» — серия «Вселенная Метро 2033», 2014;
- «Играй или умри» — «АСТ» — серия «Роза миров», 2015;
- «Упавшие в Зону. Вынужденная посадка» — «АСТ» — серия «S.T.A.L.K.E.R.», 2015.